# RV del Taure
RV del Taure (RV Tauri) és un estel variable a la constel·lació del Taure. És l'estel prototípic d'un tipus de variables que porten el seu nom, les variables RV Tauri.

## Història
La variabilitat de RV Tauri va ser descoberta en 1905 per Lydia Ceraski. Posteriors estudis fotomètrics van posar de manifest que la seva corba de llum mostrava evidències d'irregularitat. No obstant això, es va detectar certa semblança amb la de les cefeides; actualment se sap que tant les variables RV Tauri com les cefeides són estels polsants.
No obstant això, no seria fins al 1926 quan les variables RV Tauri van ser considerades una classe de variables diferent.

## Característiques
RV del Taure és una supergeganta groga de tipus espectral G2 amb una massa aproximada de 6,5 masses solars. Durant el seu període de 78,7 dies, la seva lluentor varia des de magnitud +9,8 a +13,3. La variació de lluminositat va acompanyada d'un canvi en el tipus espectral, des de G2 (groc) en màxima lluentor fins a M2 (vermell) quan la lluentor és mínima. A més del període fonamental, RV Tauri mostra variacions en una escala de temps més àmplia, propiciant que la seva lluminositat mitjana vaja canviant al llarg d'un període aproximat de 1.100 dies.
Hom pensa que, gairebé amb certesa, les variables RV Tauri són estels post-branca asimptòtica geganta (RAG) que estan en les etapes de finals de la seva vida, just abans de l'expulsió de les seves capes per formar una nebulosa planetària i la contracció del seu nucli que dona lloc a una nana blanca. Així mateix, hom pensa que probablement les variables RV Tauri són estels binaris.
Inicialment hom va pensar que RV del Taure estava a uns 1.607 parsecs (5240 anys llum) del sistema solar —assumint una magnitud absoluta de -3,65—; atès que l'estel s'hi troba envoltat per un disc circumestel·lar, s'ha revisat la seva distància fins als 2.170 parsecs (7.100 anys llum) aproximadament.